# Neunerdenkmal

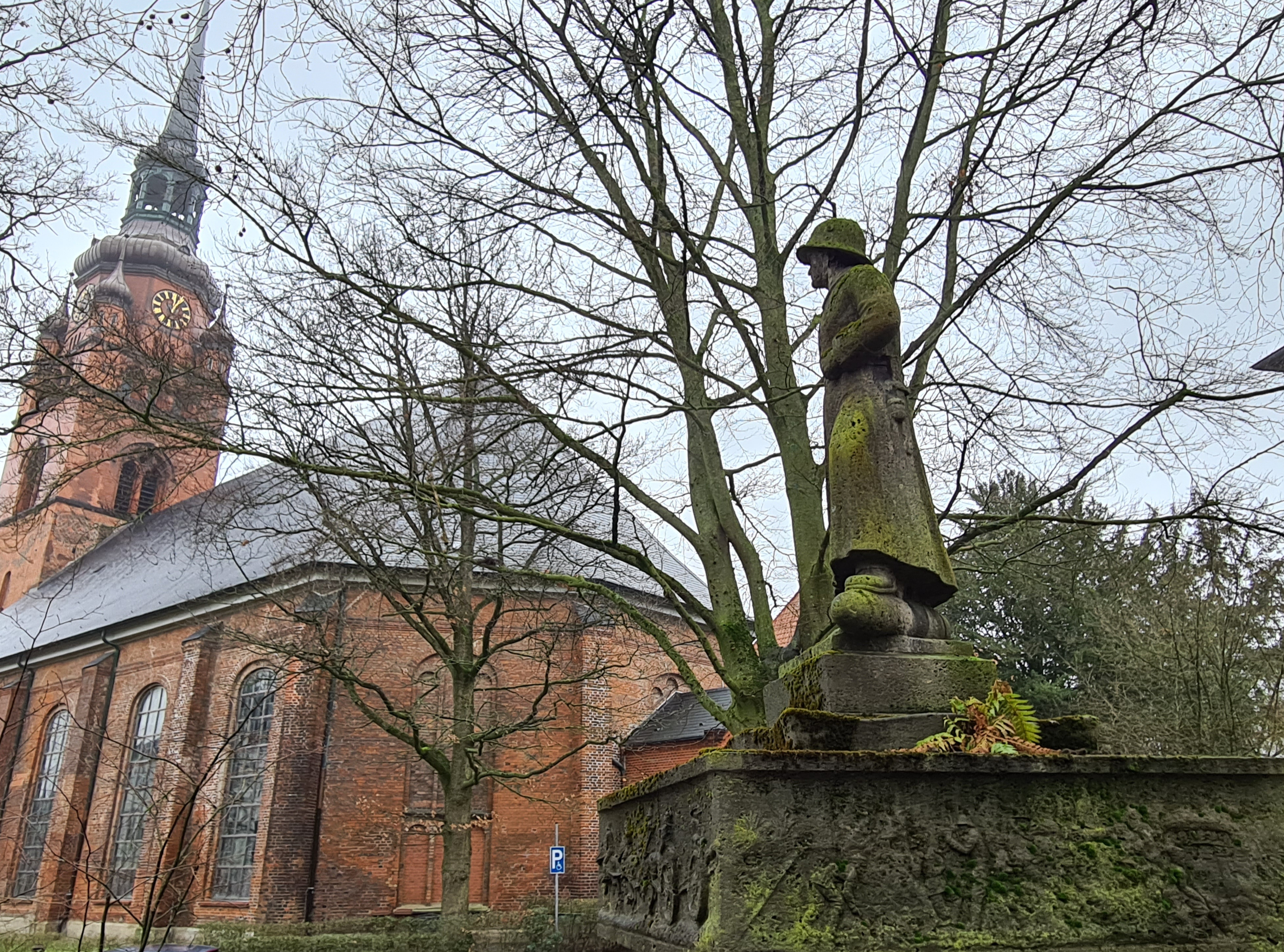
Neunerdenkmal in der Kirchenstraße

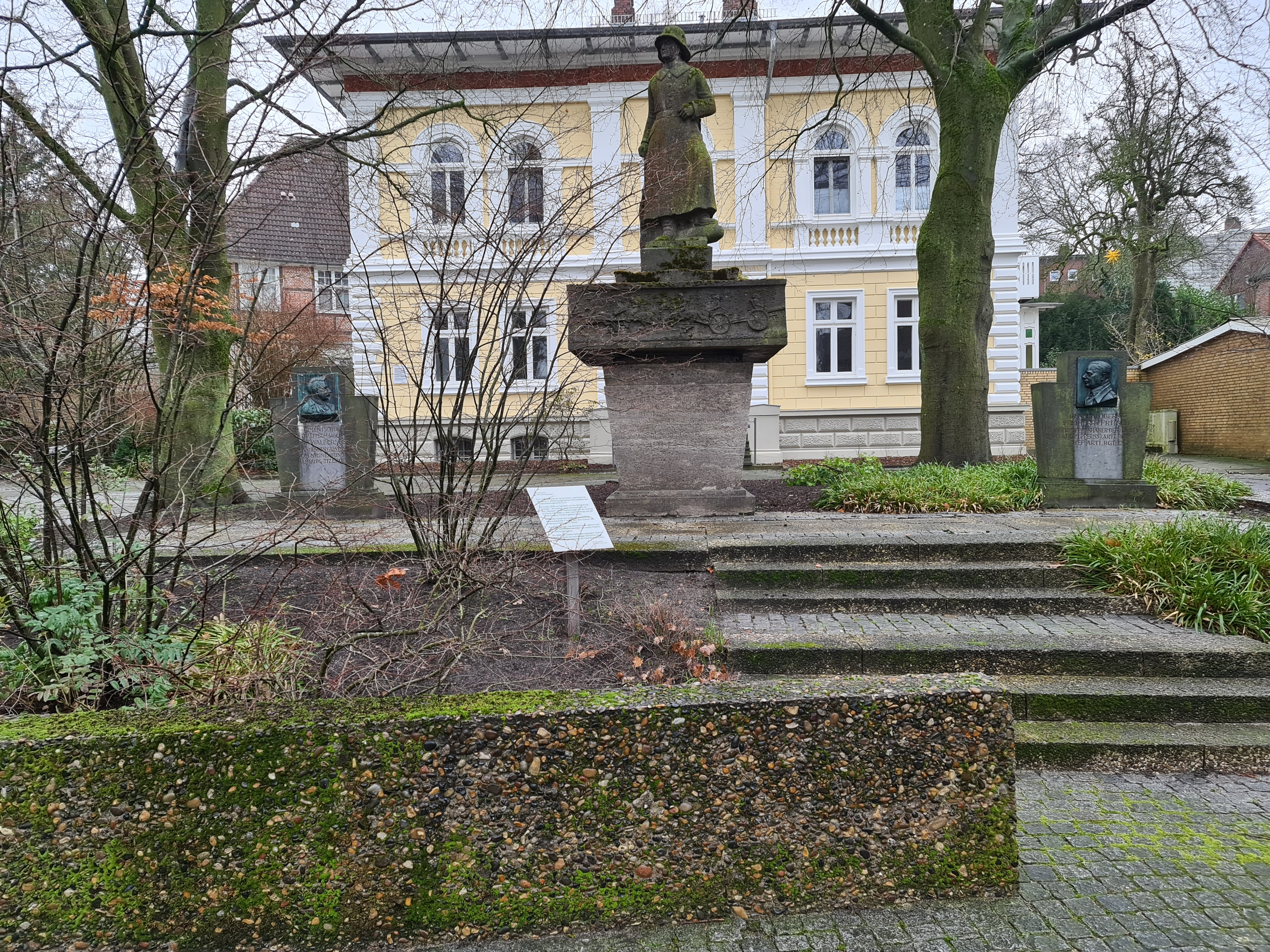
Das Denkmal mit dem Propstenhaus im Hintergrund

Das Neunerdenkmal befindet sich in Itzehoe vor dem Propstenhaus in der Kirchenstraße und erinnert an die im Ersten Weltkrieg gefallenen 378 Soldaten des Feldartillerieregiments Nr. 9, das in der Stadt stationiert war.  Der Sockel trägt die Inschrift:
DEN GEFALLENEN DES FELDARTILLERIEREGIMENTS
 GENERALFELDMARSCHALL
 GRAF WALDERSEE (SCHLESW.) NO. 9
 DES RESERVE-FELDART. REGIMENTS
 NR. 17

UND DEREN KRIEGSFORMATIONEN
 1914–1918

## Geschichte
Das im Jahr 1866 gegründete Regiment Nr. 9 war zunächst an verschiedenen Standorten in  Schleswig-Holstein untergebracht. Itzehoe wurde am 1. April 1891 Hauptgarnison der „Neuner“, die ab 1899 mit der I. und II. Abteilung mit je 3 Batterien hier stationiert und ausgebildet wurden.
Errichtet wurde das Denkmal 1925 mit Spenden der Bevölkerung als Zeichen der Verbundenheit mit den „Neunern“, dem Traditionsregiment der Itzehoer Garnison. Die Steinmetzarbeiten wurden von der Firma F. Kolbe nach dem Entwurf des Berliner Bildhauers Hans Jenkel ausgeführt. Die seitlich stehenden Gedenksteine wurden später hinzugefügt und erinnern an Alfred von Waldersee (Regimentschef von 1896 bis 1904) sowie Werner von Fritsch, nach dem 1964 die Freiherr-von-Fritsch-Kaserne in Breitenburg benannt wurde.